# Pilot (1864)

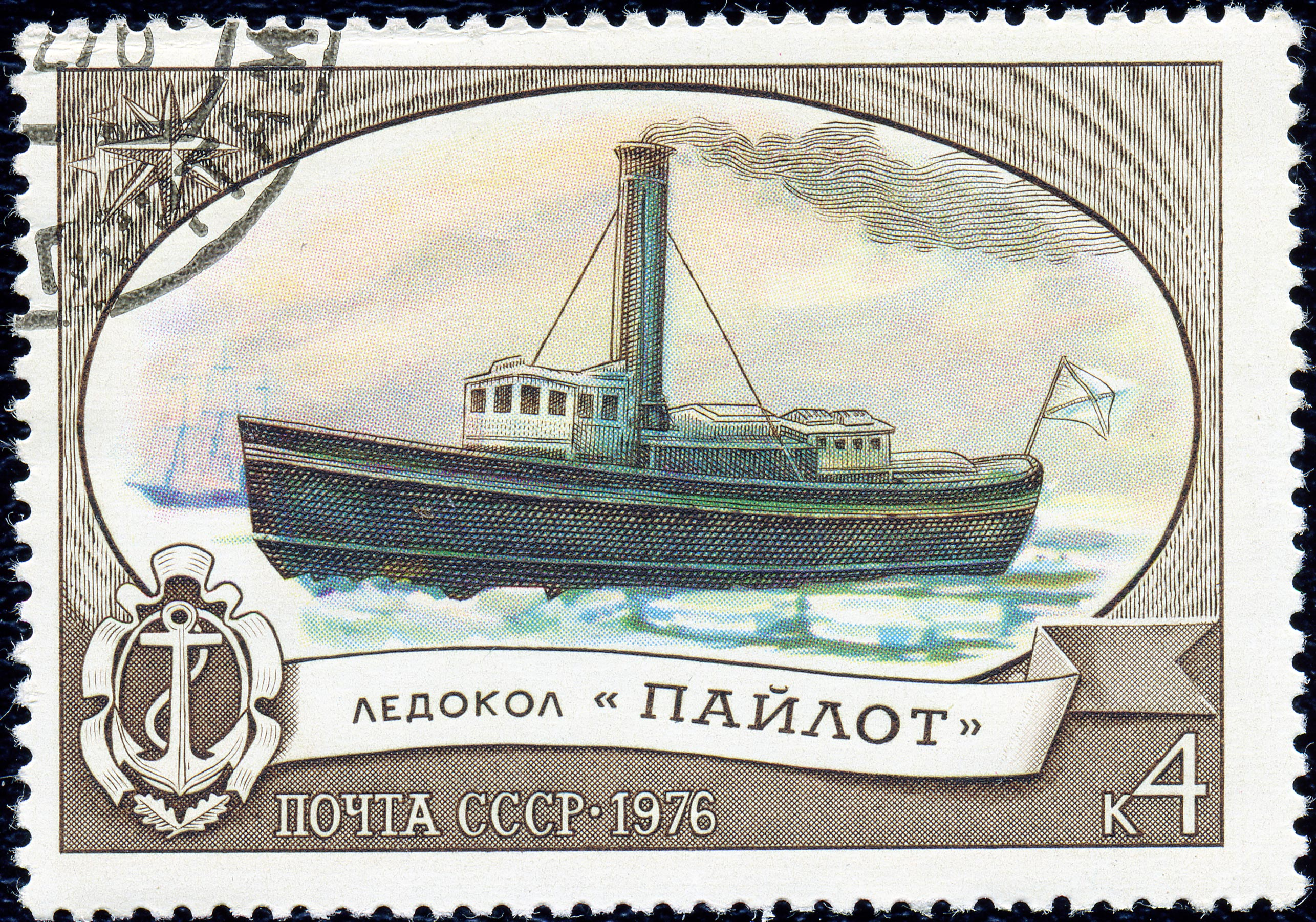
Pilot na znaczku z 1976

Pilot (ros. Пайлот) – rosyjski statek przystosowany do łamania lodu. Był to pierwszy na świecie statek przystosowany do kruszenia lodów morskich (nie był lodołamaczem - pierwszym specjalistycznym lodołamaczem był Jermak zwodowany w 1899).
Statek zbudowano w 1864 i przeznaczono do obsługi toru wodnego Kronsztad - Oranienbaum (obecnie Łomonosow). Był to parowiec o metalowym kadłubie ze ściętą dolną częścią dziobu, co pozwalało mu wpełzać na lód i go załamywać (wzorowano się w tym zakresie na łodziach mieszkańców rosyjskiej północy). Moc maszyn statku wynosiła 60 KM. Stanowił własność prywatną - należał do kupca rosyjskiego Britniewa. Służbę zakończył około 1880. 